# Alet
Az Alet folyó Franciaország területén, a Salat jobb oldali mellékfolyója.

## Földrajzi adatok
A folyó Ariège megyében a Pireneusokban ered, és Seix városkánál szintén Ariège megyében torkollik a Salat-ba. Hossza 19,6 km.

## Megyék és városok a folyó mentén
- Ariège: Aulus-les-Bains, Ercé.